# L'Île (film, 1966)
Pour les articles homonymes, voir L'Île.
Pour plus de détails, voir Fiche technique et Distribution.
L'Île (Ön) est un film suédois réalisé par Alf Sjöberg, sorti en 1966.

## Synopsis
Un comte idéaliste et sa maîtresse, au style de vie moderne, tente de se reconnecter avec la population locale et traditionaliste de leur île.

## Fiche technique
- Titre : L'Île
- Titre original : Ön
- Réalisation : Alf Sjöberg
- Scénario : Alf Sjöberg et Bengt Jahnsson (dialogues)
- Musique : Lars Johan Werle
- Photographie : Lasse Björne
- Montage : Carl-Olov Skeppstedt
- Société de production : Svensk Filmindustri
- Pays de production :  Suède
- Genre : Drame
- Durée : 107 minutes
- Dates de sortie : 
  - Suède : 31 janvier 1966
  - France : 1966

## Distribution
- Per Myrberg : le comte Magnus
- Bibi Andersson : Marianne
- Karin Kavli : la vieille comtesse
- Marian Gräns : Helen Andersson
- Jan-Olof Strandberg : Johannes
- Ernst-Hugo Järegård : le vicaire Byström
- Anders Andelius : Boman
- Mona Andersson : Mme. Eriksson
- Björn Berglund : Dr. Ernst Forsman
- Sture Ericson : Viktor Sundberg
- Stig Gustavsson : Öberg
- Agda Helin : Mme. Sundberg
- Erik Hell : Pettersson
- Olle Hilding : Persson
- Victoria Kahn : Helen Andersson enfant
- Åke Lagergren : Olsson
- Birger Lensander : le responsable de la paroisse
- Sten Lonnert : Eriksson
- Gösta Prüzelius : Berg
- Sven-Bertil Taube : l'officier de police
- Torsten Wahlund : Lind, l'ouvrier agricole

## Distinctions
Le film a été présenté en sélection officielle en compétition au Festival de Cannes 1966.